# Plaça de Tian'anmen
La plaça de Tian'anmen (Xinès tradicional: 天安門廣場, Xinès simplificat: 天安门广场, pinyin: Tiān'ānmén Guǎngchǎng, en català: 'plaça de la Porta de la Pau Celestial'; en transcripció simplificada: Tiananmen) és una de les principals places de la ciutat de Pequín (República Popular de la Xina). Actualment és la plaça més gran de la Terra, amb unes dimensions de 440.000 metres quadrats (880 metres de nord a sud i 500 metres d'est a oest).
La plaça fou ideada i construïda en un pla urbanístic creat el 1949 i esdevingué un dels símbols de la Nova Xina. Amb la construcció es va pretendre crear una gran esplanada en la qual es poguessin desenvolupar massius actes d'adhesió política, la tradició dels quals era inexistent a la Xina, a l'estil dels que es feien a la plaça Roja de Moscou (Unió Soviètica).
La plaça està construïda seguint l'eix sud-nord de la Ciutat Prohibida. Al centre s'eleva un obelisc de pedra, el monument als Herois del Poble, de 38 m d'altura, i una inscripció feta pel president Mao Zedong en la qual es llegix «Els herois del poble són immortals». A esquerra i dreta es van construir dos importants edificis d'estil soviètic: l'Assemblea Nacional i el Museu Nacional d'Història i de la Revolució Cultural. A la mateixa plaça, s'hi troba el Mausoleu de Mao Zedong, precedit per grups escultòrics de camperols, soldats, obrers i estudiants.
L'any 1989 fou l'escenari de les protestes de la plaça de Tian'anmen.